# Copa Ciudad de Tigre
El Copa Ciudad de Tigre es un torneo profesional de tenis. Pertenece al ATP Challenger Series. Se juega desde el año 2017 sobre polvo de ladrillo, en Buenos Aires, Argentina.

## Palmarés

### Individuales
| Año  | Campeón     | Finalista      | Resultado     |
| ---- | ----------- | -------------- | ------------- |
| 2017 | Taro Daniel | Leonardo Mayer | 5–7, 6–3, 6–4 |

### Dobles
| Año  | Campeones                      | Finalistas                      | Resultado         |
| ---- | ------------------------------ | ------------------------------- | ----------------- |
| 2017 | Máximo González Andrés Molteni | Guido Andreozzi Guillermo Durán | 6–1, 6–76, [10–5] |